# سورگالماتوش
سورگالماتوش (به مجاری:  Szorgalmatos) یک منطقهٔ مسکونی در مجارستان است که در سابولچ-ساتمار-برگ واقع شده‌است. سورگالماتوش ۱۰٫۳۸ کیلومتر مربع مساحت و ۱٬۰۹۱ نفر جمعیت دارد.